# Élections départementales de 2015 dans l'Aube
Les élections départementales ont lieu les 22 et 29 mars 2015.

## Contexte départemental

### Assemblée départementale sortante
Avant les élections, le Conseil général de l'Aube est présidé par Philippe Adnot (DVD). Il comprend 33 conseillers généraux issus des 33 Liste des cantons de l'Aube. Après le redécoupage cantonal de 2014, ce sont 34 conseillers départementaux qui seront élus au sein des 17 nouveaux cantons de l'Aube.
| Parti                             | Sigle | Sigle | Élus |
| --------------------------------- | ----- | ----- | ---- |
| Majorité (26 sièges)              |       |       |      |
| Union pour un mouvement populaire |       | UMP   | 13   |
| Divers droite                     |       | DVD   | 10   |
| Nouveau Centre                    |       | NC    | 2    |
| MoDem                             |       | MoDem | 1    |
| Opposition (7 sièges)             |       |       |      |
| Parti socialiste                  |       | PS    | 2    |
| Parti communiste français         |       | PCF   | 2    |
| Europe Écologie Les Verts         |       | EÉLV  | 1    |
| Divers gauche                     |       | DVG   | 1    |
| Sans étiquette                    |       | SE    | 1    |
| Président du conseil général      |       |       |      |
| Philippe Adnot (DVD)              |       |       |      |

### Assemblée départementale élue
À la suite des élections départementales de 2015, le conseil départemental est présidé par Philippe Adnot (DVD).
| Parti                                | Sigle | Sigle | Élus |
| ------------------------------------ | ----- | ----- | ---- |
| Majorité (33 sièges)                 |       |       |      |
| Union pour un mouvement populaire    |       | UMP   | 19   |
| Divers droite                        |       | DVD   | 9    |
| Union des démocrates et indépendants |       | UDI   | 5    |
| Opposition (1 siège)                 |       |       |      |
| Divers gauche                        |       | DVG   | 1    |
| Président du conseil départemental   |       |       |      |
| Philippe Adnot (DVD)                 |       |       |      |

## Résultats à l'échelle du département

### Résultats par nuances du ministère de l'Intérieur
Les nuances utilisées par le ministère de l'Intérieur ne tiennent pas compte des alliances locales.
| Binômes     | Binômes            | Premier tour | Premier tour | Second tour | Second tour | Sièges |
| Binômes     | Binômes            | Voix         | %            | Voix        | %           | Sièges |
| ----------- | ------------------ | ------------ | ------------ | ----------- | ----------- | ------ |
|             | UMP                | 18 558       | 19,08        | 22 339      | 28,77       | 16     |
|             | DVD                | 16 140       | 16,59        | 13 238      | 17,05       | 12     |
|             | Union de la droite | 7 901        | 8,12         | 7 996       | 10,30       | 4      |
|             | UDI                | 305          | 0,31         |             |             |        |
|             | DLF                | 266          | 0,27         |             |             |        |
| Droite      | Droite             | 43 170       | 44,37        | 43 573      | 56,12       | 32     |
|             |                    |              |              |             |             |        |
|             | FN                 | 33 831       | 34,78        | 30 044      | 38,69       | 0      |
|             |                    |              |              |             |             |        |
|             | PCF                | 6 233        | 6,41         |             |             |        |
|             | PS                 | 4 676        | 4,81         |             |             |        |
|             | DVG                | 3 143        | 3,23         | 4 043       | 5,21        | 2      |
|             | FG                 | 2 562        | 2,63         |             |             |        |
|             | Union de la gauche | 1 950        | 2,00         |             |             |        |
|             | EÉLV               | 1 698        | 1,75         |             |             |        |
| Gauche      | Gauche             | 20 262       | 20,83        | 4 043       | 5,21        | 2      |
|             |                    |              |              |             |             |        |
| Inscrits    | Inscrits           | 203 973      | 100,00       | 168 793     | 100,00      |        |
| Abstentions | Abstentions        | 101 694      | 49,86        | 84 476      | 50,05       |        |
| Votants     | Votants            | 102 279      | 50,14        | 84 317      | 49,95       |        |
| Blancs      | Blancs             | 3 606        | 3,53         | 4 849       | 5,75        |        |
| Nuls        | Nuls               | 1 410        | 1,38         | 1 808       | 2,14        |        |
| Exprimés    | Exprimés           | 97 263       | 95,10        | 77 660      | 92,10       |        |

### Résultats par canton
| Canton                  | Conseiller sortant      | Parti                 | Parti       | Conseiller élu               | Parti           | Parti           |
| ----------------------- | ----------------------- | --------------------- | ----------- | ---------------------------- | --------------- | --------------- |
| Aix-en-Othe             | Marc Domèce*            |                       | UMP         | Didier Leprince              |                 | UMP             |
| Aix-en-Othe             | Marc Domèce*            | Pauline Steiner       | UMP         |                              | UMP             |                 |
| Arcis-sur-Aube          | Jean-Marie Merlin       |                       | UDI         | Guy Bernier                  |                 | UDI             |
| Arcis-sur-Aube          | Jean-Marie Merlin       | Solange Gaudy         | UDI         |                              | UDI             |                 |
| Bar-sur-Aube            | Marie-Noëlle Rigollot   |                       | DVD         | Philippe Dallemagne          |                 | UDI             |
| Bar-sur-Aube            | Marie-Noëlle Rigollot   | Marie-Noëlle Rigollot | DVD         |                              | DVD             |                 |
| Bar-sur-Seine           | Bernard de la Hamayde   |                       | UMP         | Bernard de La Hamayde        |                 | UMP             |
| Bar-sur-Seine           | Bernard de la Hamayde   | Arlette Massin        | UMP         |                              | UMP             |                 |
| Brienne-le-Château      | Jean-Marie Coutord      |                       | DVD         | Jean-Marie Coutord           |                 | DVD             |
| Brienne-le-Château      | Jean-Marie Coutord      | Joëlle Pesme          | DVD         |                              | DVD             |                 |
| Bouilly                 | Francis Ferrebeuf       |                       | PS          | Canton supprimé              | Canton supprimé | Canton supprimé |
| Chaource                | Jean Pouillot*          |                       | UDI         | Canton supprimé              | Canton supprimé | Canton supprimé |
| La Chapelle-Saint-Luc   | Marie-Françoise Pautras |                       | PCF         | Canton supprimé              | Canton supprimé | Canton supprimé |
| Chavanges               | Joëlle Pesme            |                       | DVD         | Canton supprimé              | Canton supprimé | Canton supprimé |
| Creney-près-Troyes      | Canton créé             | Canton créé           | Canton créé | Philippe Adnot               |                 | DVD             |
| Creney-près-Troyes      | Canton créé             | Canton créé           | Canton créé | Claude Homehr                |                 | DVD             |
| Ervy-le-Châtel          | André Villalonga*       |                       | PS          | Canton supprimé              | Canton supprimé | Canton supprimé |
| Essoyes                 | Michel Mercuzot*        |                       | UMP         | Canton supprimé              | Canton supprimé | Canton supprimé |
| Estissac                | Didier Leprince         |                       | UMP         | Canton supprimé              | Canton supprimé | Canton supprimé |
| Lusigny-sur-Barse       | Christian Branle        |                       | UMP         | Canton supprimé              | Canton supprimé | Canton supprimé |
| Marcilly-le-Hayer       | Nicolas Juillet         |                       | DVD         | Canton supprimé              | Canton supprimé | Canton supprimé |
| Méry-sur-Seine          | Philippe Adnot          |                       | DVD         | Canton supprimé              | Canton supprimé | Canton supprimé |
| Mussy-sur-Seine         | Henri Petit de Bantel*  |                       | DVD         | Canton supprimé              | Canton supprimé | Canton supprimé |
| Nogent-sur-Seine        | Gérard Ancelin          |                       | DVD         | Gérard Ancelin               |                 | DVD             |
| Nogent-sur-Seine        | Gérard Ancelin          | Bernadette Garnier    | DVD         |                              | DVD             |                 |
| Piney                   | Dominique Voix*         |                       | UDI         | Canton supprimé              | Canton supprimé | Canton supprimé |
| Ramerupt                | Guy Bernier             |                       | UDI         | Canton supprimé              | Canton supprimé | Canton supprimé |
| Les Riceys              | Annick Carré*           |                       | UMP         | Jean-Claude Mathis           |                 | UMP             |
| Les Riceys              | Annick Carré*           | Christine Patrois     | UMP         |                              | UMP             |                 |
| Romilly-sur-Seine-1     | Jean Botella*           |                       | UMP         | Canton supprimé              | Canton supprimé | Canton supprimé |
| Romilly-sur-Seine-2     | Joë Triché              |                       | PCF         | Canton supprimé              | Canton supprimé | Canton supprimé |
| Romilly-sur-Seine       | Canton créé             | Canton créé           | Canton créé | Jérôme Bonnefoi              |                 | UMP             |
| Romilly-sur-Seine       | Canton créé             | Canton créé           | Canton créé | Agnès Mignot                 |                 | UMP             |
| Saint-André-les-Vergers | Canton créé             | Canton créé           | Canton créé | Alain Balland                |                 | UMP             |
| Saint-André-les-Vergers | Canton créé             | Canton créé           | Canton créé | Véronique Saublet Saint-Mars |                 | UDI             |
| Saint-Lyé               | Canton créé             | Canton créé           | Canton créé | Danièle Boeglin              |                 | DVD             |
| Saint-Lyé               | Canton créé             | Canton créé           | Canton créé | Nicolas Juillet              |                 | DVD             |
| Sainte-Savine           | Jean-Marc Massin*       |                       | EÉLV        | Canton supprimé              | Canton supprimé | Canton supprimé |
| Soulaines-Dhuys         | Philippe Dallemagne     |                       | UDI         | Canton supprimé              | Canton supprimé | Canton supprimé |
| Troyes-1                | Marc Bret               |                       | UDI         | Élisabeth Philippon          |                 | UMP             |
| Troyes-1                | Marc Bret               | Jacky Raguin          | UDI         |                              | UMP             |                 |
| Troyes-2                | Paul Steffann*          |                       | PS          | Valéry Denis                 |                 | UDI             |
| Troyes-2                | Paul Steffann*          | Anne-Marie Zeltz      | PS          |                              | UMP             |                 |
| Troyes-3                | Élisabeth Philippon     |                       | UMP         | Hania Kouider                |                 | UMP             |
| Troyes-3                | Élisabeth Philippon     | Olivier Richard       | UMP         |                              | UMP             |                 |
| Troyes-4                | Danièle Boeglin         |                       | DVD         | Catherine Bregeaut           |                 | UDI             |
| Troyes-4                | Danièle Boeglin         | Marc Bret             | DVD         |                              | DVG             |                 |
| Troyes-5                | Sibylle Bertail         |                       | UMP         | Sibylle Bertail              |                 | UMP             |
| Troyes-5                | Sibylle Bertail         | Jacques Rigaud        | UMP         |                              | UMP             |                 |
| Troyes-6                | Alain Balland           |                       | UMP         | Canton supprimé              | Canton supprimé | Canton supprimé |
| Troyes-7                | Jacques Rigaud          |                       | UMP         | Canton supprimé              | Canton supprimé | Canton supprimé |
| Vendeuvre-sur-Barse     | Claude Ruelle*          |                       | DVD         | Christian Branle             |                 | UMP             |
| Vendeuvre-sur-Barse     | Claude Ruelle*          | Marielle Chevallier   | DVD         |                              | UMP             |                 |
| Villenauxe-la-Grande    | Christophe Dham*        |                       | DVD         | Canton supprimé              | Canton supprimé | Canton supprimé |

* Conseillers généraux sortants ne se représentant pas

## Résultats par canton

### Canton d'Aix-en-Othe
| Candidats            | Candidats            | Partis      | Partis      | Premier tour | Premier tour | Second tour | Second tour |
| Candidats            | Candidats            | Partis      | Partis      | Voix         | %            | Voix        | %           |
| -------------------- | -------------------- | ----------- | ----------- | ------------ | ------------ | ----------- | ----------- |
| 1                    | Marie-Pierre Amilhau |             | FN          | 2 558        | 37,57        | 2 707       | 40,73       |
| 1                    | Vladimir Tête        |             | FN          | 2 558        | 37,57        | 2 707       | 40,73       |
| 2                    | Didier Leprince*     |             | UMP         | 3 036        | 44,59        | 3 939       | 59,27       |
| 2                    | Pauline Steiner      |             | UMP         | 3 036        | 44,59        | 3 939       | 59,27       |
| 3                    | David Cozier         |             | EÉLV        | 1 215        | 17,84        |             |             |
| 3                    | Gisèle Morel         |             | EÉLV        | 1 215        | 17,84        |             |             |
|                      |                      |             |             |              |              |             |             |
| Inscrits             | Inscrits             | Inscrits    | Inscrits    | 13 398       | 100,00       | 13 398      | 100,00      |
| Abstentions          | Abstentions          | Abstentions | Abstentions | 6 101        | 45,54        | 6 064       | 45,26       |
| Votants              | Votants              | Votants     | Votants     | 7 297        | 54,46        | 7 334       | 54,74       |
| Blancs               | Blancs               | Blancs      | Blancs      | 367          | 5,03         | 528         | 7,20        |
| Nuls                 | Nuls                 | Nuls        | Nuls        | 121          | 1,66         | 160         | 2,18        |
| Exprimés             | Exprimés             | Exprimés    | Exprimés    | 6 809        | 93,31        | 6 646       | 90,62       |
| * conseiller sortant |                      |             |             |              |              |             |             |

### Canton d'Arcis-sur-Aube
| Candidats            | Candidats          | Partis      | Partis      | Premier tour | Premier tour | Second tour | Second tour |
| Candidats            | Candidats          | Partis      | Partis      | Voix         | %            | Voix        | %           |
| -------------------- | ------------------ | ----------- | ----------- | ------------ | ------------ | ----------- | ----------- |
| 1                    | Guy Bernier*       |             | UDI         | 2 049        | 37,23        | 3 263       | 60,18       |
| 1                    | Solange Gaudy      |             | UDI         | 2 049        | 37,23        | 3 263       | 60,18       |
| 2                    | Jean-Marie Merlin* |             | UDI         | 1 151        | 20,91        |             |             |
| 2                    | Martine Piat       |             | UMP         | 1 151        | 20,91        |             |             |
| 3                    | Magali Benaglia    |             | FG          | 411          | 7,47         |             |             |
| 3                    | Nicolas Canton     |             | FG          | 411          | 7,47         |             |             |
| 4                    | Jordan Guitton     |             | FN          | 1 893        | 34,39        | 2 159       | 39,82       |
| 4                    | Morgane Mauclair   |             | FN          | 1 893        | 34,39        | 2 159       | 39,82       |
|                      |                    |             |             |              |              |             |             |
| Inscrits             | Inscrits           | Inscrits    | Inscrits    | 10 315       | 100,00       | 10 315      | 100,00      |
| Abstentions          | Abstentions        | Abstentions | Abstentions | 4 566        | 44,27        | 4 583       | 44,43       |
| Votants              | Votants            | Votants     | Votants     | 5 749        | 55,73        | 5 732       | 55,57       |
| Blancs               | Blancs             | Blancs      | Blancs      | 163          | 2,84         | 221         | 3,86        |
| Nuls                 | Nuls               | Nuls        | Nuls        | 82           | 1,43         | 89          | 1,55        |
| Exprimés             | Exprimés           | Exprimés    | Exprimés    | 5 504        | 95,74        | 5 422       | 94,59       |
| * conseiller sortant |                    |             |             |              |              |             |             |

### Canton de Bar-sur-Aube
| Candidats            | Candidats              | Partis      | Partis      | Premier tour | Premier tour |
| Candidats            | Candidats              | Partis      | Partis      | Voix         | %            |
| -------------------- | ---------------------- | ----------- | ----------- | ------------ | ------------ |
| 1                    | Philippe Dallemagne*   |             | UDI         | 2 753        | 50,57        |
| 1                    | Marie-Noëlle Rigollot* |             | DVD         | 2 753        | 50,57        |
| 2                    | Patrick Blond          |             | FN          | 1 941        | 35,65        |
| 2                    | Ghislaine Maignien     |             | FN          | 1 941        | 35,65        |
| 3                    | Patrick Gracia         |             | PCF         | 750          | 13,78        |
| 3                    | Josiane Mayor          |             | PG          | 750          | 13,78        |
|                      |                        |             |             |              |              |
| Inscrits             | Inscrits               | Inscrits    | Inscrits    | 11 003       | 100,00       |
| Abstentions          | Abstentions            | Abstentions | Abstentions | 5 237        | 47,60        |
| Votants              | Votants                | Votants     | Votants     | 5 766        | 52,40        |
| Blancs               | Blancs                 | Blancs      | Blancs      | 234          | 4,06         |
| Nuls                 | Nuls                   | Nuls        | Nuls        | 88           | 1,53         |
| Exprimés             | Exprimés               | Exprimés    | Exprimés    | 5 444        | 94,42        |
| * conseiller sortant |                        |             |             |              |              |

### Canton de Bar-sur-Seine
| Candidats            | Candidats              | Partis      | Partis      | Premier tour | Premier tour |
| Candidats            | Candidats              | Partis      | Partis      | Voix         | %            |
| -------------------- | ---------------------- | ----------- | ----------- | ------------ | ------------ |
| 1                    | Bernard de La Hamayde* |             | UMP         | 3 200        | 51,35        |
| 1                    | Arlette Massin         |             | UMP         | 3 200        | 51,35        |
| 2                    | Églantin de La Barre   |             | FN          | 2 254        | 36,17        |
| 2                    | Brigitte Montillot     |             | FN          | 2 254        | 36,17        |
| 3                    | Diana Ferreri          |             | PCF         | 778          | 12,48        |
| 3                    | Joseph Seghetto        |             | PCF         | 778          | 12,48        |
|                      |                        |             |             |              |              |
| Inscrits             | Inscrits               | Inscrits    | Inscrits    | 12 566       | 100,00       |
| Abstentions          | Abstentions            | Abstentions | Abstentions | 5 923        | 47,14        |
| Votants              | Votants                | Votants     | Votants     | 6 643        | 52,86        |
| Blancs               | Blancs                 | Blancs      | Blancs      | 289          | 4,35         |
| Nuls                 | Nuls                   | Nuls        | Nuls        | 122          | 1,84         |
| Exprimés             | Exprimés               | Exprimés    | Exprimés    | 6 232        | 93,81        |
| * conseiller sortant |                        |             |             |              |              |

### Canton de Brienne-le-Château
| Candidats            | Candidats           | Partis      | Partis      | Premier tour | Premier tour | Second tour | Second tour |
| Candidats            | Candidats           | Partis      | Partis      | Voix         | %            | Voix        | %           |
| -------------------- | ------------------- | ----------- | ----------- | ------------ | ------------ | ----------- | ----------- |
| 1                    | Candice Beaulieu    |             | EÉLV        | 483          | 8,55         |             |             |
| 1                    | Fabrice Trumet      |             | EÉLV        | 483          | 8,55         |             |             |
| 2                    | Jean-Marie Coutord* |             | DVD         | 2 481        | 43,92        | 3 397       | 59,49       |
| 2                    | Joëlle Pesme*       |             | DVD         | 2 481        | 43,92        | 3 397       | 59,49       |
| 3                    | Patricia Bourbon    |             | PCF         | 533          | 9,44         |             |             |
| 3                    | Philippe Vagner     |             | PCF         | 533          | 9,44         |             |             |
| 4                    | Marie-Cécile Cerf   |             | FN          | 2 152        | 38,10        | 2 313       | 40,51       |
| 4                    | Didier Fiot         |             | FN          | 2 152        | 38,10        | 2 313       | 40,51       |
|                      |                     |             |             |              |              |             |             |
| Inscrits             | Inscrits            | Inscrits    | Inscrits    | 10 851       | 100,00       | 10 850      | 100,00      |
| Abstentions          | Abstentions         | Abstentions | Abstentions | 4 793        | 44,17        | 4 688       | 43,21       |
| Votants              | Votants             | Votants     | Votants     | 6 058        | 55,83        | 6 162       | 56,79       |
| Blancs               | Blancs              | Blancs      | Blancs      | 312          | 5,15         | 342         | 5,55        |
| Nuls                 | Nuls                | Nuls        | Nuls        | 97           | 1,60         | 110         | 1,79        |
| Exprimés             | Exprimés            | Exprimés    | Exprimés    | 5 649        | 93,25        | 5 710       | 92,66       |
| * conseiller sortant |                     |             |             |              |              |             |             |

### Canton de Creney-près-Troyes
| Candidats            | Candidats           | Partis      | Partis      | Premier tour | Premier tour | Second tour | Second tour |
| Candidats            | Candidats           | Partis      | Partis      | Voix         | %            | Voix        | %           |
| -------------------- | ------------------- | ----------- | ----------- | ------------ | ------------ | ----------- | ----------- |
| 1                    | Angélique Debruyne  |             | PCF         | 850          | 13,00        |             |             |
| 1                    | Christophe Latrasse |             | PCF         | 850          | 13,00        |             |             |
| 2                    | Brigitte Hubert     |             | FN          | 2 600        | 39,76        | 2 734       | 42,30       |
| 2                    | Bruno Subtil        |             | FN          | 2 600        | 39,76        | 2 734       | 42,30       |
| 3                    | Philippe Adnot*     |             | DVD         | 3 089        | 47,24        | 3 729       | 57,70       |
| 3                    | Claude Homehr       |             | DVD         | 3 089        | 47,24        | 3 729       | 57,70       |
|                      |                     |             |             |              |              |             |             |
| Inscrits             | Inscrits            | Inscrits    | Inscrits    | 12 638       | 100,00       | 12 638      | 100,00      |
| Abstentions          | Abstentions         | Abstentions | Abstentions | 5 717        | 45,24        | 5 696       | 45,07       |
| Votants              | Votants             | Votants     | Votants     | 6 921        | 54,76        | 6 942       | 54,93       |
| Blancs               | Blancs              | Blancs      | Blancs      | 271          | 3,92         | 374         | 5,39        |
| Nuls                 | Nuls                | Nuls        | Nuls        | 111          | 1,60         | 105         | 1,51        |
| Exprimés             | Exprimés            | Exprimés    | Exprimés    | 6 539        | 94,48        | 6 463       | 93,10       |
| * conseiller sortant |                     |             |             |              |              |             |             |

### Canton de Nogent-sur-Seine
| Candidats            | Candidats          | Partis      | Partis      | Premier tour | Premier tour | Second tour | Second tour |
| Candidats            | Candidats          | Partis      | Partis      | Voix         | %            | Voix        | %           |
| -------------------- | ------------------ | ----------- | ----------- | ------------ | ------------ | ----------- | ----------- |
| 1                    | Gérard Ancelin*    |             | DVD         | 2 225        | 43,14        | 2 848       | 55,55       |
| 1                    | Bernadette Garnier |             | DVD         | 2 225        | 43,14        | 2 848       | 55,55       |
| 2                    | Nicole Verleene    |             | FN          | 2 129        | 41,28        | 2 279       | 44,45       |
| 2                    | Jean-Paul Vinckier |             | FN          | 2 129        | 41,28        | 2 279       | 44,45       |
| 3                    | Laurent Levasseur  |             | PCF         | 804          | 15,59        |             |             |
| 3                    | Marie Rivière      |             | PCF         | 804          | 15,59        |             |             |
|                      |                    |             |             |              |              |             |             |
| Inscrits             | Inscrits           | Inscrits    | Inscrits    | 10 890       | 100,00       | 10 899      | 100,00      |
| Abstentions          | Abstentions        | Abstentions | Abstentions | 5 495        | 50,46        | 5 442       | 49,93       |
| Votants              | Votants            | Votants     | Votants     | 5 395        | 49,54        | 5 457       | 50,07       |
| Blancs               | Blancs             | Blancs      | Blancs      | 169          | 3,13         | 245         | 4,49        |
| Nuls                 | Nuls               | Nuls        | Nuls        | 68           | 1,26         | 85          | 1,56        |
| Exprimés             | Exprimés           | Exprimés    | Exprimés    | 5 158        | 95,61        | 5 127       | 93,95       |
| * conseiller sortant |                    |             |             |              |              |             |             |

### Canton des Riceys
| Candidats            | Candidats          | Partis      | Partis      | Premier tour | Premier tour | Second tour | Second tour |
| Candidats            | Candidats          | Partis      | Partis      | Voix         | %            | Voix        | %           |
| -------------------- | ------------------ | ----------- | ----------- | ------------ | ------------ | ----------- | ----------- |
| 1                    | Jean-Claude Mathis |             | UMP         | 2 146        | 37,15        | 3 021       | 53,06       |
| 1                    | Christine Patrois  |             | UMP         | 2 146        | 37,15        | 3 021       | 53,06       |
| 2                    | Franck Gotrot      |             | FN          | 2 337        | 40,45        | 2 673       | 46,94       |
| 2                    | Laëtitia Rondot    |             | FN          | 2 337        | 40,45        | 2 673       | 46,94       |
| 3                    | Francis Ferrebeuf* |             | PS          | 1 294        | 22,40        |             |             |
| 3                    | Denise Gilloz      |             | PS          | 1 294        | 22,40        |             |             |
|                      |                    |             |             |              |              |             |             |
| Inscrits             | Inscrits           | Inscrits    | Inscrits    | 11 168       | 100,00       | 11 175      | 100,00      |
| Abstentions          | Abstentions        | Abstentions | Abstentions | 4 986        | 44,65        | 4 813       | 43,07       |
| Votants              | Votants            | Votants     | Votants     | 6 182        | 55,35        | 6 362       | 56,93       |
| Blancs               | Blancs             | Blancs      | Blancs      | 323          | 5,22         | 524         | 8,24        |
| Nuls                 | Nuls               | Nuls        | Nuls        | 82           | 1,33         | 144         | 2,26        |
| Exprimés             | Exprimés           | Exprimés    | Exprimés    | 5 777        | 93,45        | 5 694       | 89,50       |
| * conseiller sortant |                    |             |             |              |              |             |             |

### Canton de Romilly-sur-Seine
| Candidats            | Candidats           | Partis      | Partis      | Premier tour | Premier tour | Second tour | Second tour |
| Candidats            | Candidats           | Partis      | Partis      | Voix         | %            | Voix        | %           |
| -------------------- | ------------------- | ----------- | ----------- | ------------ | ------------ | ----------- | ----------- |
| 1                    | Carole Bekka        |             | PCF         | 908          | 17,99        |             |             |
| 1                    | Joé Triche*         |             | PCF         | 908          | 17,99        |             |             |
| 2                    | Émeric Oudin        |             | DVD         | 531          | 10,52        |             |             |
| 2                    | Isabelle Renaudot   |             | DVD         | 531          | 10,52        |             |             |
| 3                    | Jean-Patrick Vernet |             | FN          | 1 591        | 31,52        | 1 958       | 41,95       |
| 3                    | Marlène Virantin    |             | FN          | 1 591        | 31,52        | 1 958       | 41,95       |
| 4                    | Jérôme Bonnefoi     |             | UMP         | 1 439        | 28,51        | 2 709       | 58,05       |
| 4                    | Agnès Mignot        |             | UMP         | 1 439        | 28,51        | 2 709       | 58,05       |
| 5                    | Henri Guerin        |             | PS          | 579          | 11,47        |             |             |
| 5                    | Sandrine Simonot    |             | PS          | 579          | 11,47        |             |             |
|                      |                     |             |             |              |              |             |             |
| Inscrits             | Inscrits            | Inscrits    | Inscrits    | 11 986       | 100,00       | 11 985      | 100,00      |
| Abstentions          | Abstentions         | Abstentions | Abstentions | 6 765        | 56,44        | 6 768       | 56,47       |
| Votants              | Votants             | Votants     | Votants     | 5 221        | 43,56        | 5 217       | 43,53       |
| Blancs               | Blancs              | Blancs      | Blancs      | 97           | 1,86         | 321         | 6,15        |
| Nuls                 | Nuls                | Nuls        | Nuls        | 76           | 1,46         | 229         | 4,39        |
| Exprimés             | Exprimés            | Exprimés    | Exprimés    | 5 048        | 96,69        | 4 667       | 89,46       |
| * conseiller sortant |                     |             |             |              |              |             |             |

### Canton de Saint-André-les-Vergers
| Candidats            | Candidats                    | Partis      | Partis      | Premier tour | Premier tour | Second tour | Second tour |
| Candidats            | Candidats                    | Partis      | Partis      | Voix         | %            | Voix        | %           |
| -------------------- | ---------------------------- | ----------- | ----------- | ------------ | ------------ | ----------- | ----------- |
| 1                    | Jean-Michel Chevrier         |             | PS          | 972          | 13,94        |             |             |
| 1                    | Hélène Ruelle                |             | PS          | 972          | 13,94        |             |             |
| 2                    | Michèle Berthier             |             | FN          | 2 058        | 29,51        | 2 128       | 31,80       |
| 2                    | Axel Domagala                |             | FN          | 2 058        | 29,51        | 2 128       | 31,80       |
| 3                    | Alain Balland*               |             | UMP         | 3 241        | 46,47        | 4 563       | 68,20       |
| 3                    | Véronique Saublet Saint-Mars |             | UDI         | 3 241        | 46,47        | 4 563       | 68,20       |
| 4                    | Jean-Pierre Cornevin         |             | PCF         | 704          | 10,09        |             |             |
| 4                    | Sylvie Garet                 |             | PCF         | 704          | 10,09        |             |             |
|                      |                              |             |             |              |              |             |             |
| Inscrits             | Inscrits                     | Inscrits    | Inscrits    | 15 519       | 100,00       | 15 519      | 100,00      |
| Abstentions          | Abstentions                  | Abstentions | Abstentions | 8 231        | 53,04        | 8 234       | 53,06       |
| Votants              | Votants                      | Votants     | Votants     | 7 288        | 46,96        | 7 285       | 46,94       |
| Blancs               | Blancs                       | Blancs      | Blancs      | 219          | 3,00         | 447         | 6,14        |
| Nuls                 | Nuls                         | Nuls        | Nuls        | 94           | 1,29         | 147         | 2,02        |
| Exprimés             | Exprimés                     | Exprimés    | Exprimés    | 6 975        | 95,71        | 6 691       | 91,85       |
| * conseiller sortant |                              |             |             |              |              |             |             |

### Canton de Saint-Lyé
| Candidats            | Candidats            | Partis      | Partis      | Premier tour | Premier tour |
| Candidats            | Candidats            | Partis      | Partis      | Voix         | %            |
| -------------------- | -------------------- | ----------- | ----------- | ------------ | ------------ |
| 1                    | Jean-Matthieu Braux  |             | FN          | 2 059        | 36,20        |
| 1                    | Nadine Valleron      |             | FN          | 2 059        | 36,20        |
| 2                    | Catherine Giovanetto |             | PCF         | 618          | 10,86        |
| 2                    | Patrick Rodier       |             | PCF         | 618          | 10,86        |
| 3                    | Danièle Boeglin*     |             | DVD         | 3 011        | 52,94        |
| 3                    | Nicolas Juillet*     |             | DVD         | 3 011        | 52,94        |
|                      |                      |             |             |              |              |
| Inscrits             | Inscrits             | Inscrits    | Inscrits    | 11 630       | 100,00       |
| Abstentions          | Abstentions          | Abstentions | Abstentions | 5 658        | 48,65        |
| Votants              | Votants              | Votants     | Votants     | 5 972        | 51,35        |
| Blancs               | Blancs               | Blancs      | Blancs      | 212          | 3,55         |
| Nuls                 | Nuls                 | Nuls        | Nuls        | 72           | 1,21         |
| Exprimés             | Exprimés             | Exprimés    | Exprimés    | 5 688        | 95,24        |
| * conseiller sortant |                      |             |             |              |              |

### Canton de Troyes-1
| Candidats            | Candidats            | Partis      | Partis      | Premier tour | Premier tour | Second tour | Second tour |
| Candidats            | Candidats            | Partis      | Partis      | Voix         | %            | Voix        | %           |
| -------------------- | -------------------- | ----------- | ----------- | ------------ | ------------ | ----------- | ----------- |
| 1                    | Valérie Labarre      |             | PS          | 797          | 19,84        |             |             |
| 1                    | Dimitri Sydor        |             | PS          | 797          | 19,84        |             |             |
| 2                    | Philippe Arbona      |             | FN          | 1 043        | 25,96        | 1 044       | 27,83       |
| 2                    | Martine Massin       |             | FN          | 1 043        | 25,96        | 1 044       | 27,83       |
| 3                    | Élisabeth Philippon* |             | UMP         | 1 847        | 45,97        | 2 707       | 72,17       |
| 3                    | Jacky Raguin*        |             | UMP         | 1 847        | 45,97        | 2 707       | 72,17       |
| 4                    | Florent Ballanfat    |             | PCF         | 331          | 8,24         |             |             |
| 4                    | Gisèle Malaval       |             | PCF         | 331          | 8,24         |             |             |
|                      |                      |             |             |              |              |             |             |
| Inscrits             | Inscrits             | Inscrits    | Inscrits    | 9 395        | 100,00       | 9 395       | 100,00      |
| Abstentions          | Abstentions          | Abstentions | Abstentions | 5 234        | 55,71        | 5 352       | 56,97       |
| Votants              | Votants              | Votants     | Votants     | 4 161        | 44,29        | 4 043       | 43,03       |
| Blancs               | Blancs               | Blancs      | Blancs      | 99           | 2,38         | 208         | 5,14        |
| Nuls                 | Nuls                 | Nuls        | Nuls        | 44           | 1,06         | 84          | 2,08        |
| Exprimés             | Exprimés             | Exprimés    | Exprimés    | 4 018        | 96,56        | 3 751       | 92,78       |
| * conseiller sortant |                      |             |             |              |              |             |             |

### Canton de Troyes-2
| Candidats   | Candidats           | Partis      | Partis      | Premier tour | Premier tour | Second tour | Second tour |
| Candidats   | Candidats           | Partis      | Partis      | Voix         | %            | Voix        | %           |
| ----------- | ------------------- | ----------- | ----------- | ------------ | ------------ | ----------- | ----------- |
| 1           | Mathieu Borg        |             | PCF         | 608          | 10,56        |             |             |
| 1           | Françoise Cuneaz    |             | PCF         | 608          | 10,56        |             |             |
| 2           | Anne Brunot         |             | FN          | 1 728        | 30,01        | 1 883       | 35,42       |
| 2           | Yves Collin         |             | FN          | 1 728        | 30,01        | 1 883       | 35,42       |
| 3           | Nelly Collot-Touzé  |             | DLF         | 266          | 4,62         |             |             |
| 3           | Thibault Voillequin |             | DLF         | 266          | 4,62         |             |             |
| 4           | Valéry Denis        |             | UDI         | 1 836        | 31,89        | 3 433       | 64,58       |
| 4           | Anne-Marie Zeltz    |             | UMP         | 1 836        | 31,89        | 3 433       | 64,58       |
| 5           | Sophie Bois         |             | PS          | 1 320        | 22,92        |             |             |
| 5           | Arnaud Magloire     |             | PS          | 1 320        | 22,92        |             |             |
|             |                     |             |             |              |              |             |             |
| Inscrits    | Inscrits            | Inscrits    | Inscrits    | 13 567       | 100,00       | 13 568      | 100,00      |
| Abstentions | Abstentions         | Abstentions | Abstentions | 7 574        | 55,83        | 7 679       | 56,60       |
| Votants     | Votants             | Votants     | Votants     | 5 993        | 44,17        | 5 889       | 43,40       |
| Blancs      | Blancs              | Blancs      | Blancs      | 145          | 2,42         | 392         | 6,66        |
| Nuls        | Nuls                | Nuls        | Nuls        | 90           | 1,50         | 181         | 3,07        |
| Exprimés    | Exprimés            | Exprimés    | Exprimés    | 5 758        | 96,08        | 5 316       | 90,27       |

### Canton de Troyes-3
| Candidats            | Candidats                | Partis      | Partis      | Premier tour | Premier tour | Second tour | Second tour |
| Candidats            | Candidats                | Partis      | Partis      | Voix         | %            | Voix        | %           |
| -------------------- | ------------------------ | ----------- | ----------- | ------------ | ------------ | ----------- | ----------- |
| 1                    | Hania Kouider            |             | UMP         | 1 403        | 30,94        | 2 760       | 63,19       |
| 1                    | Olivier Richard          |             | UMP         | 1 403        | 30,94        | 2 760       | 63,19       |
| 2                    | Mireille Cazard          |             | FN          | 1 398        | 30,83        | 1 608       | 36,81       |
| 2                    | Frédéric Lucquin         |             | FN          | 1 398        | 30,83        | 1 608       | 36,81       |
| 3                    | Jean-Louis Defontaine    |             | UDI         | 305          | 6,73         |             |             |
| 3                    | Christine Thomas         |             | UDI         | 305          | 6,73         |             |             |
| 4                    | Dominique Deharbe        |             | DVG         | 275          | 6,07         |             |             |
| 4                    | Nadia Rabat Artaux       |             | DVG         | 275          | 6,07         |             |             |
| 5                    | Dany Gesnot              |             | PS          | 1 153        | 25,43        |             |             |
| 5                    | Marie-Françoise Pautras* |             | PCF         | 1 153        | 25,43        |             |             |
|                      |                          |             |             |              |              |             |             |
| Inscrits             | Inscrits                 | Inscrits    | Inscrits    | 10 864       | 100,00       | 10 862      | 100,00      |
| Abstentions          | Abstentions              | Abstentions | Abstentions | 6 165        | 56,75        | 6 115       | 56,30       |
| Votants              | Votants                  | Votants     | Votants     | 4 699        | 43,25        | 4 747       | 43,70       |
| Blancs               | Blancs                   | Blancs      | Blancs      | 109          | 2,32         | 250         | 5,27        |
| Nuls                 | Nuls                     | Nuls        | Nuls        | 56           | 1,19         | 129         | 2,72        |
| Exprimés             | Exprimés                 | Exprimés    | Exprimés    | 4 534        | 96,49        | 4 368       | 92,02       |
| * conseiller sortant |                          |             |             |              |              |             |             |

### Canton de Troyes-4
| Candidats            | Candidats          | Partis      | Partis      | Premier tour | Premier tour | Second tour | Second tour |
| Candidats            | Candidats          | Partis      | Partis      | Voix         | %            | Voix        | %           |
| -------------------- | ------------------ | ----------- | ----------- | ------------ | ------------ | ----------- | ----------- |
| 1                    | Françoise Cuisin   |             | PCF         | 711          | 11,36        |             |             |
| 1                    | Jean-Marc Weinling |             | PG          | 711          | 11,36        |             |             |
| 2                    | Élisabeth Courtin  |             | FN          | 1 809        | 28,91        | 2 068       | 33,84       |
| 2                    | Michel Jolly       |             | FN          | 1 809        | 28,91        | 2 068       | 33,84       |
| 3                    | Catherine Bregeaut |             | UDI         | 2 064        | 32,99        | 4 043       | 66,16       |
| 3                    | Marc Bret*         |             | DVG         | 2 064        | 32,99        | 4 043       | 66,16       |
| 4                    | Agnès Grosjean     |             | UMP         | 1 673        | 26,74        |             |             |
| 4                    | Pascal Landreat    |             | UMP         | 1 673        | 26,74        |             |             |
|                      |                    |             |             |              |              |             |             |
| Inscrits             | Inscrits           | Inscrits    | Inscrits    | 13 394       | 100,00       | 13 394      | 100,00      |
| Abstentions          | Abstentions        | Abstentions | Abstentions | 6 911        | 51,60        | 6 838       | 51,05       |
| Votants              | Votants            | Votants     | Votants     | 6 483        | 48,40        | 6 556       | 48,95       |
| Blancs               | Blancs             | Blancs      | Blancs      | 179          | 2,76         | 311         | 4,74        |
| Nuls                 | Nuls               | Nuls        | Nuls        | 47           | 0,72         | 134         | 2,04        |
| Exprimés             | Exprimés           | Exprimés    | Exprimés    | 6 257        | 96,51        | 6 111       | 93,21       |
| * conseiller sortant |                    |             |             |              |              |             |             |

### Canton de Troyes-5
| Candidats            | Candidats          | Partis      | Partis      | Premier tour | Premier tour | Second tour | Second tour |
| Candidats            | Candidats          | Partis      | Partis      | Voix         | %            | Voix        | %           |
| -------------------- | ------------------ | ----------- | ----------- | ------------ | ------------ | ----------- | ----------- |
| 1                    | Sibylle Bertail*   |             | UMP         | 1 816        | 46,68        | 2 555       | 69,66       |
| 1                    | Jacques Rigaud*    |             | UMP         | 1 816        | 46,68        | 2 555       | 69,66       |
| 2                    | Stéphanie Chazelon |             | PS          | 510          | 13,11        |             |             |
| 2                    | Dominique Schmeltz |             | PS          | 510          | 13,11        |             |             |
| 3                    | Monique Le Moullec |             | FN          | 1 072        | 27,56        | 1 113       | 30,34       |
| 3                    | Jean-Pierre Leduc  |             | FN          | 1 072        | 27,56        | 1 113       | 30,34       |
| 4                    | Arnaud Pacot       |             | PCF         | 492          | 12,65        |             |             |
| 4                    | Anna Zajac         |             | PCF         | 492          | 12,65        |             |             |
|                      |                    |             |             |              |              |             |             |
| Inscrits             | Inscrits           | Inscrits    | Inscrits    | 8 975        | 100,00       | 8 975       | 100,00      |
| Abstentions          | Abstentions        | Abstentions | Abstentions | 4 939        | 55,03        | 5 016       | 55,89       |
| Votants              | Votants            | Votants     | Votants     | 4 036        | 44,97        | 3 959       | 44,11       |
| Blancs               | Blancs             | Blancs      | Blancs      | 97           | 2,40         | 216         | 5,46        |
| Nuls                 | Nuls               | Nuls        | Nuls        | 49           | 1,21         | 75          | 1,89        |
| Exprimés             | Exprimés           | Exprimés    | Exprimés    | 3 890        | 96,38        | 3 668       | 92,65       |
| * conseiller sortant |                    |             |             |              |              |             |             |

### Canton de Vendeuvre-sur-Barse
| Candidats            | Candidats               | Partis      | Partis      | Premier tour | Premier tour | Second tour | Second tour |
| Candidats            | Candidats               | Partis      | Partis      | Voix         | %            | Voix        | %           |
| -------------------- | ----------------------- | ----------- | ----------- | ------------ | ------------ | ----------- | ----------- |
| 1                    | Michèle Aubert          |             | FN          | 3 209        | 40,21        | 3 377       | 42,08       |
| 1                    | Jean-Christophe Lefevre |             | FN          | 3 209        | 40,21        | 3 377       | 42,08       |
| 2                    | Christian Branle*       |             | UMP         | 3 671        | 46,00        | 4 648       | 57,92       |
| 2                    | Marielle Chevallier     |             | UMP         | 3 671        | 46,00        | 4 648       | 57,92       |
| 3                    | Michel Bach             |             | PG          | 1 101        | 13,80        |             |             |
| 3                    | Françoise Gracia        |             | PCF         | 1 101        | 13,80        |             |             |
|                      |                         |             |             |              |              |             |             |
| Inscrits             | Inscrits                | Inscrits    | Inscrits    | 15 814       | 100,00       | 15 823      | 100,00      |
| Abstentions          | Abstentions             | Abstentions | Abstentions | 7 397        | 46,78        | 7 191       | 45,45       |
| Votants              | Votants                 | Votants     | Votants     | 8 417        | 53,22        | 8 632       | 54,55       |
| Blancs               | Blancs                  | Blancs      | Blancs      | 338          | 4,02         | 463         | 5,36        |
| Nuls                 | Nuls                    | Nuls        | Nuls        | 98           | 1,16         | 144         | 1,67        |
| Exprimés             | Exprimés                | Exprimés    | Exprimés    | 7 981        | 94,82        | 8 025       | 92,97       |
| * conseiller sortant |                         |             |             |              |              |             |             |